# Porto de Tubarão
Der Hafen Porto de Tubarão ist Teil des Porto de Vitória in Vitória, der Hauptstadt des brasilianischen Bundesstaates Espírito Santo. Der Hafen, dem der Porto de Praia Mole angeschlossen ist, besteht aus einem Massengutterminal für den Umschlag von Eisenerz und verfügt über einen großen Tiefgang, der es auch größeren Massengutfrachtern, Bulkcarriern, erlaubt, hier anzulegen. Es ist inzwischen einer der größten Erzexporthäfen der Welt.

## Geschichte
Der Hafen wurde im Jahre 1966 eingeweiht und wird vom größten Minenkonzern Brasiliens VALE S.A., ehemals Companhia Vale do Rio Doce genannt, betrieben. Mit dem Bau des Hafens Porto de Tubarão wurde bereits 1962 begonnen, als der Minenkonzern VALE die ersten langfristigen Verträge mit Kunden in Japan und Deutschland aushandelte. Der Hafenbau wurde ausschließlich von Steuergeldern bezahlt, da VALE zu diesem Zeitpunkt noch nicht privatisiert war und sich in Staatsbesitz befand. Der Bau des Hafens war in Hinblick auf die Dimensionen eine technische Herausforderung. Die Konstruktion wurde in Zusammenarbeit mit japanischen Firmen realisiert und führte neue Methoden in der Verladung von Eisenerz im Seehafen ein. Eine direkte Konsequenz hieraus war die Konstruktion von Superschiffen, die alle bis dahin gekannten Größen übertrafen. Die neuen Verladekonzepte konnten auch teilweise auf flüssiges Massengut (Petroleum) übertragen werden. Der Erzterminal ist direkt mit einer Eisenbahnstrecke verbunden, die im Besitz von VALE ist und das Eisenerz direkt aus dem Minengürtel von Minas Gerais heran transportiert.  Darüber hinaus besitzt VALE inzwischen mit der Firma Docenave die drittgrößte Flotte von Massengutschiffen weltweit.  
Der Bau des Hafens von Porto de Tubarão durchlief einige Schwierigkeiten in Hinblick auf seine Finanzierung. Zugesagte US-amerikanische Kredite wurden wieder abgesagt, aber letztendlich gelang es dem brasilianischen Staat, das notwendige Geld hierfür zu beschaffen. Dank der Weitsicht der Konstrukteure des Hafens, die die Größe des Erz-Terminals für Schiffe auslegten, die zu diesem Zeitpunkt überhaupt noch nicht existierten (bis 300.000 BRT), ist der Porto de  Tubarão bis heute eine der Hauptachsen des brasilianischen Erzumschlags. 

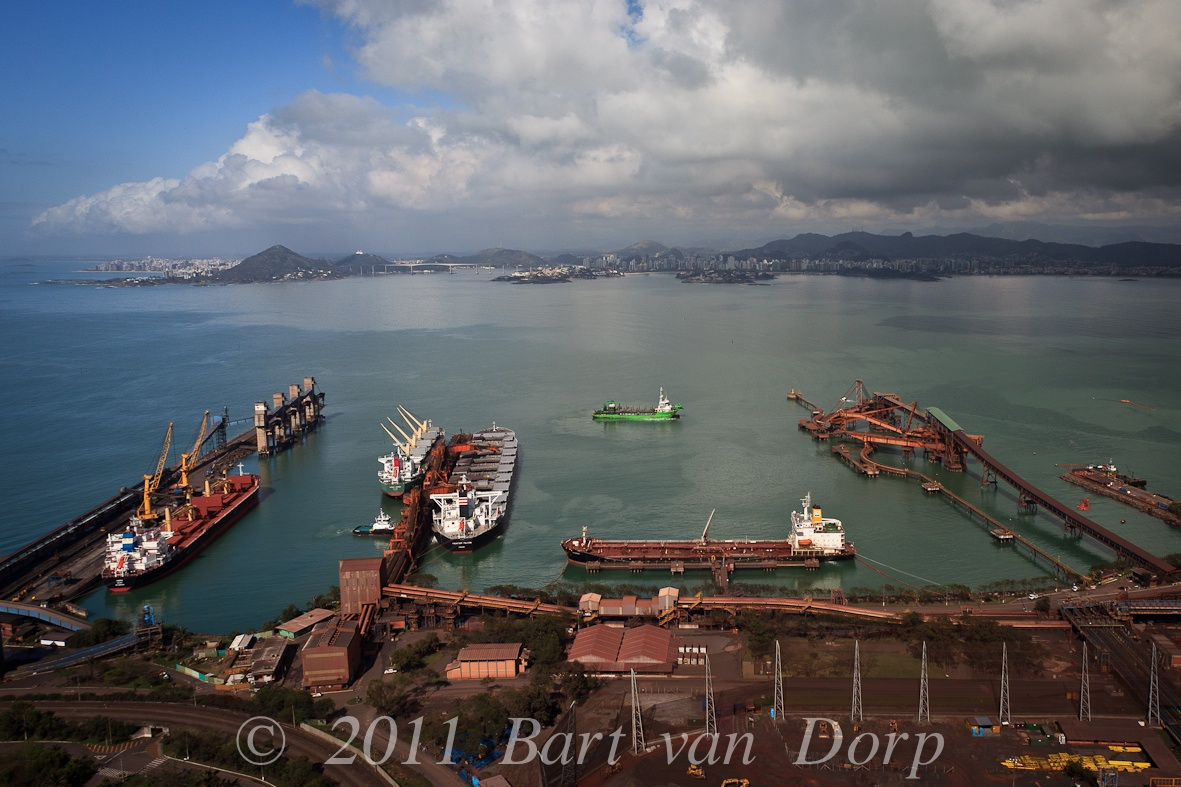
Porto de Tubarão
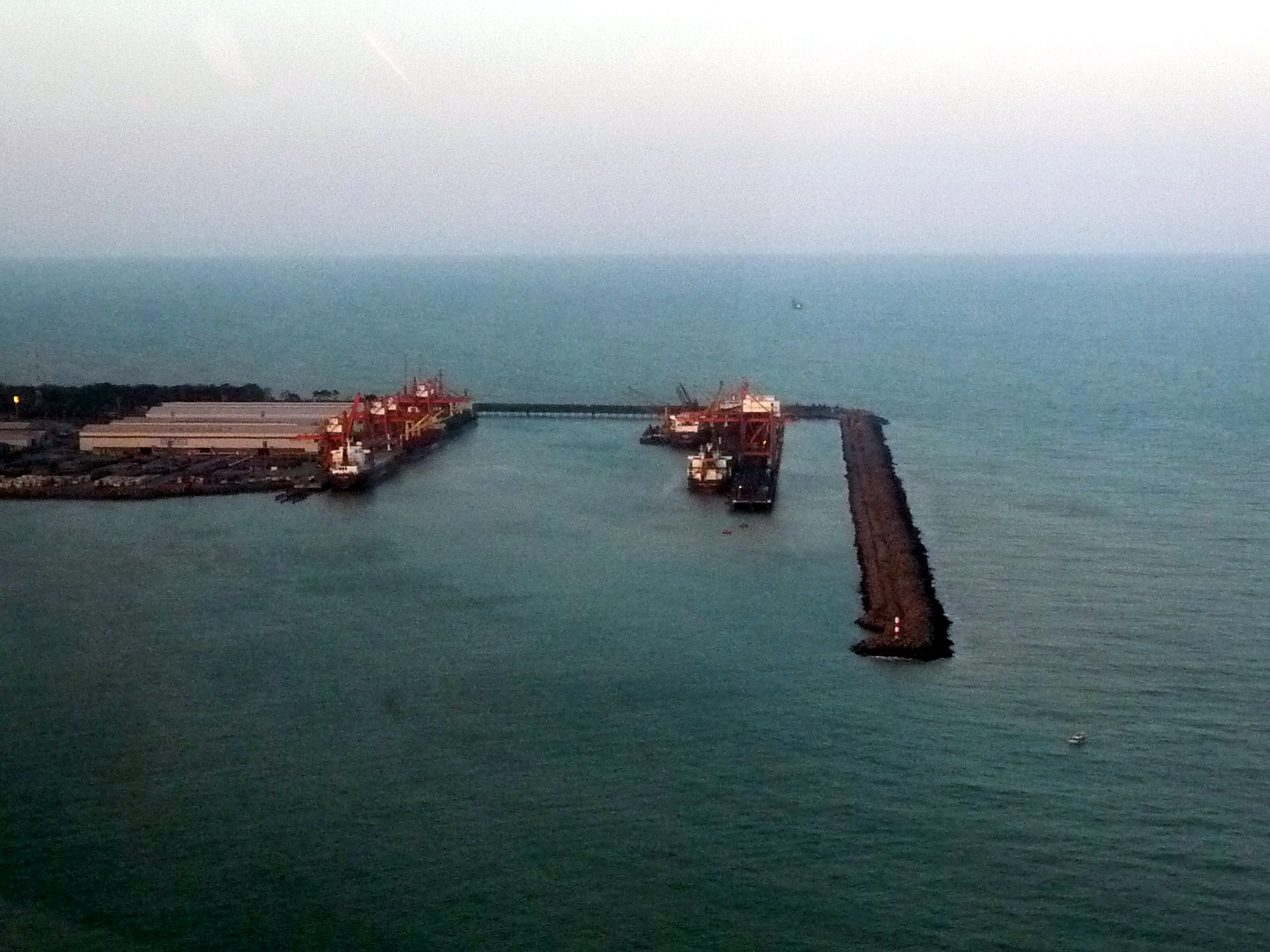
Porto de Praia Mole

Die als Pioniertat angesehene Konstruktion zog nach 1966 eine Reihe von Folgeprojekten und Neuinvestitionen nach sich, die sich im Bereich von Porto de Tubarão ansiedelten:
- Celulose Nipo Brasileira S.A. – Cenibra (Cellulose und Papier)
- Companhia Siderúrgica de Tubarão (Stahlindustrie)
- Albrás – Alunorte (Aluminium),
- Mineração da Serra Geral (Eisenerzverarbeitung)
- CSI Califórnia Steel Industries/Joint Venture von VALE mit Kawasaki (Stahlverarbeitung)

## Umwelt
Die Ansiedlung der Industrien verursachte im Bereich von Vitória starke Umweltschäden, da insbesondere in den ersten Produktionsjahren wenig über dieses Thema nachgedacht wurde. Bekannt wurde der schwarze Staub in der Region, denn er verursachte starke Gesundheitsschäden in der Bevölkerung der Umgebung. Aber auch Probleme im Bereich der Meeresverschmutzung durch die hohe Anzahl der Schiffsanläufe und Gewässerverschmutzung durch die angesiedelten Industrien blieben nicht aus und bereiten bis heute große Probleme in der Region. 